# تارلیماخی
تارلیماخی (به لاتین: Tarlimakhi) یک منطقهٔ مسکونی در روسیه است که در شهرستان لواشینسکی واقع شده‌است.